# Fas (langue)
Pour les articles homonymes, voir FAS.
Le fas (ou momu) est une langue papoue parlée en Papouasie-Nouvelle-Guinée dans la province de Sandaun.

## Classification
Le fas, avec le baibai, constitue la famille des langues fas, une des familles de langues papoues.